# بیمار روانی (ترانه)
«بیمار روانی»  (به انگلیسی: Psychofreak) ترانه‌ای از خواننده آمریکایی-کوبایی تبار کامیلا کبیو به‌همراهٔ خواننده-ترانه‌پرداز آمریکایی ویلو است. این آهنگ از سوی اپیک رکوردز به‌عنوان سومین تک‌آهنگ از سومین آلبوم استودیویی کبیو تحت عنوان خانواده در ۸ آوریل سال ۲۰۲۲ به‌همراهٔ خود آلبوم منتشر شد.

## پیش‌زمینه
«بیمار روانی» بر اساس اضطراب کبیو ساخته شده است. کبیو گفت که یک خط در آهنگ «من دختران را سرزنش نمی‌کنم برای اینکه چطور تمام شد» در مورد ترک گروه دختران آمریکایی فیفت هارمونی بود. این آهنگ به رابطه قبلی او با شریک سابق شان مندز اشاره دارد.

## پذیرش انتقادی
آل موزیک نوشت که «بیمار روانی» شبیه به هیپ هاپ دههٔ ۹۰ به نظر می‌رسد. نیک لوین از ان‌ام‌ای احساس کرد که این آهنگ «ثابت می‌کند که هنوز امکان نوشتن یک آهنگ هوشمندانه و اصلی در مورد سلامت روان در سال ۲۰۲۲ وجود دارد.»
رولینگ استون این آهنگ را بررسی کرد و گفت: «کامیلا کبیو قلبش را روی آستینش می‌بندد و با بافت زخم گذشته‌اش در «بیمار روانی» روبرو می‌شود. آهنگ خانواده، که دارای آوازهای ترسناک ویلو است، تصویری از اضطراب خواننده کوبایی مکزیکی را ترسیم می‌کند، زیرا او حقیقت را به شیوه‌های آسیب‌پذیر به اشتراک می‌گذارد.»